# Альберт, Катерина
Катерина Альберт-и-Парадис (кат. Caterina Albert i Paradís, более известная под псевдонимом Víctor Català ; 11 сентября 1869, Ла-Эскала, Испания — 27 января 1966, там же) — каталанская писательница-модернист и автор одного из основополагающих произведений жанра, «Одиночество» («Solitude») (1905). Её литературный талант был впервые обнаружен в 1898 году, когда она получила в первый литературный приз Jocs Florals; вскоре после этого, она начала использовать псевдоним Виктор Катала (Víctor Català) — имя главного героя так никогда не законченного романа. Несмотря на её успех в качестве драматурга и попытках в поэзии, наиболее известна она за свою работу в повествовательной литературе.

## Биография

### Ранние годы и модернизм
Катерина начала свою литературную карьеру в молодом возрасте, сотрудничая с иллюстрированным сатирическим еженедельником L’Esquella de la Torratxa. Первое произведение — романтические стихи под псевдонимом Virigili d' Alacseal — созданы между 1897 и 1900 гг.
Примерно в это же время она получила приз Jocs Florals d' Olot за книгу стихов «Lo Llibre Ноу» («Новая книга») и монолог «La infanticida» («Детоубийство»). Небольшой скандал разразился, когда жюри узнало, что автором последней особенно острой работы театра была молодая девушка, и с этого момента Катерина использовала псевдоним Víctor Català для всех последующих работ.
Первой опубликованной книгой был сборник стихов «Lo Cant dēls Mesos» («Песня из месяцев») (1901). В этом же году она опубликовала сборник из 4 монологов, и начала сотрудничать с модернистским журналом «Joventut». Эта публикация стала первым шагом к известности и продвижению её литературных амбиций, в журнале «Joventut» она опубликовала свои первые «сельские драмы» и наиболее острые рассказы. В 1902 году её книга под названием «Drames rurals» («Сельские драмы») был опубликована и принесла ей славу. Используя свой псевдоним в качестве «щита», она могла написать всё, что ей нравилось, без каких-либо моральных ограничений, так как общество всё ещё не смотрело благосклонно на авторов-женщин. В 1902 году её фиксация на тёмных сторонах человеческого существования начала привлекать критиков. Вскоре после этого она издает сборник сказок «Ombrívoles» (1904) и второй сборник стихов, «Llibre Blanc» («Белая книга») (1905). Она также опубликовала несколько менее драматические рассказы и несколько стихотворений в журнале «La Ilustració Catalana».
Её самая известная работа, роман «Solitud» («Одиночество»), был опубликован на страницах журнала «Joventut» между 1904 и 1905 годами, а после переиздан в виде книги в 1905 году, в результате чего получил широкое признание, и сделал «Виктора» известным писателем. В это же время писательница начинает склоняться к новесентизму.

### Второй период (1907 — гражданская война в Испании)
В 1920 году Катерина Альберт опубликовала сборник рассказов «La Mare Balena»; в 1926 году она выпустила свой второй и последний роман «Un film 3 000 metres».
Катерина была также членом Академии каталонского языка (с 1915 года) и Академии Великих писателей Барселоны (с 1923 года). Она была также активным фольклористом и даже археологом, собирала и классифицировала греческие и римские археологические находки. Её второй период литературного молчания начался с началом ведения боевых действий в гражданской войне в Испании.

### Послевоенный период
В 1944 году Катерина опубликовала ещё одну работу — первый сборник рассказов на испанском, «Retablo» (1944). Два года спустя она представила сборник художественной прозы о домашних темах, «Мозаика» («Mosaic») (1947), которая стала первой работой, перепечатанной в каталонской редакции издательства Далмау. В 1951 году появляется труд «Obres Completes» (полное собрание сочинений) (переиздан в 1972, уже после смерти автора).

## Литературные работы
Литературную карьеру писательницы можно разделить на три периода:
1. Модернизм

- «El Cant Dels Mesos» (1901), сборник стихов.
- «Llibre Блан — Policromi — Tríptic» (1905), сборник стихов.
- «Quatre monòlegs» (1901), сборники монологов.
- «Drames rurals» (1902), сборник рассказов.
- «Ombrívoles» (1904), сборник рассказов.
- «Caires Vius» (1907), сборник рассказов.
- «Solitud» (1905), роман.

1. С 1907 до гражданской войны в Испании

- «La Mare-Balena» (1920), сборник рассказов.
- «Un film 3 000 metres» (1926), роман.
- «Marines» (1928), антология.
- «Contrallums» (1930), сборник рассказов.

1. Послевоенный период

- «Retablo» (1944), сборник рассказов на испанском языке.
- «Mosaic» (1946), сборник художественной прозы.
- «Vida mòlta» (1950), сборник рассказов.
- «Jubileu» (1951), сборник рассказов.
- «Obres Completes» (1951).